# Euparagia timberlakei
Euparagia timberlakei är en stekelart som beskrevs av Richard Mitchell Bohart 1948. Euparagia timberlakei ingår i släktet Euparagia och familjen Masaridae. Inga underarter finns listade i Catalogue of Life.